# 藪下貴子
藪下 貴子（やぶした たかこ、1970年（昭和45年）1月11日 - ）は、名古屋市を中心に活躍する日本のタレント・リポーター・女優。巣山プロダクション所属。岐阜県出身。既婚。

## 現在の出演番組
岐阜放送
- あなたのまちから岐阜情報定期便
- 月刊テレビマガジン

テレビ愛知
- データで解析!サンデージャーナル - ナレーター

## 過去の出演番組
CBCテレビ
- 新キッズ・ウォー　（ドラマ30。TBS系CBC製作）
- 湯けむりウォーズ〜女将になります〜　（ドラマ30。TBS系CBC製作）
- 名古屋発!新そこが知りたい
- ミックスパイください
- 晴れ・どきドキ晴れ
- 天才クイズ

NHK名古屋
- 七色のおばんざい
- 中学生日記
- 刑事の現場

メ～テレ
- どですか!

東海テレビ
- ぴーかんテレビ 元気がいいね!

テレビ愛知
- ニュースアイ

東海ラジオ
- 今夜もやっぱりFUNKYパジャマ